# Totenkirchl
De Totenkirchl is een berg in de deelstaat Tirol, Oostenrijk. De berg heeft een hoogte van 2.190 meter.
De Totenkirchl is onderdeel van het Kaisergebergte.